# 주성원 (가수)
주성원(1980년 3월 4일 ~ )은 대한민국의 가수이다.

## 데뷔
- 2012년 싱글 앨범 '홈런'

## 음반
- 2014년 좋구나 좋아
- 2012년 홈런